# Mapania tepuiana
Mapania tepuiana är en halvgräsart som först beskrevs av Julian Alfred Steyermark, och fick sitt nu gällande namn av Tetsuo Michael Koyama. Mapania tepuiana ingår i släktet Mapania och familjen halvgräs. Inga underarter finns listade i Catalogue of Life.